# Ringin (Pamotan)
Ringin is een bestuurslaag in het regentschap Rembang van de provincie Midden-Java, Indonesië. Ringin telt 2959 inwoners (volkstelling 2010).